# Center (Missouri)
Center is een plaats (city) in de Amerikaanse staat Missouri, en valt bestuurlijk gezien onder Ralls County.

## Demografie
Bij de volkstelling in 2000 werd het aantal inwoners vastgesteld op 644.
In 2006 is het aantal inwoners door het United States Census Bureau geschat op 646, een stijging van 2 (0,3%).

## Geografie
Volgens het United States Census Bureau beslaat de plaats een oppervlakte van
1,0 km², geheel bestaande uit land. Center ligt op ongeveer 174 m boven zeeniveau.

## Plaatsen in de nabije omgeving
De onderstaande figuur toont nabijgelegen plaatsen in een straal van 24 km rond Center.